# Vaksali
Vaksali est un quartier de Tartu en  Estonie. 

## Démographie
Au 31 décembre 2013, Vaksali compte 3 202 habitants. 
Sa superficie est de 0,76 km2. 

## Galerie

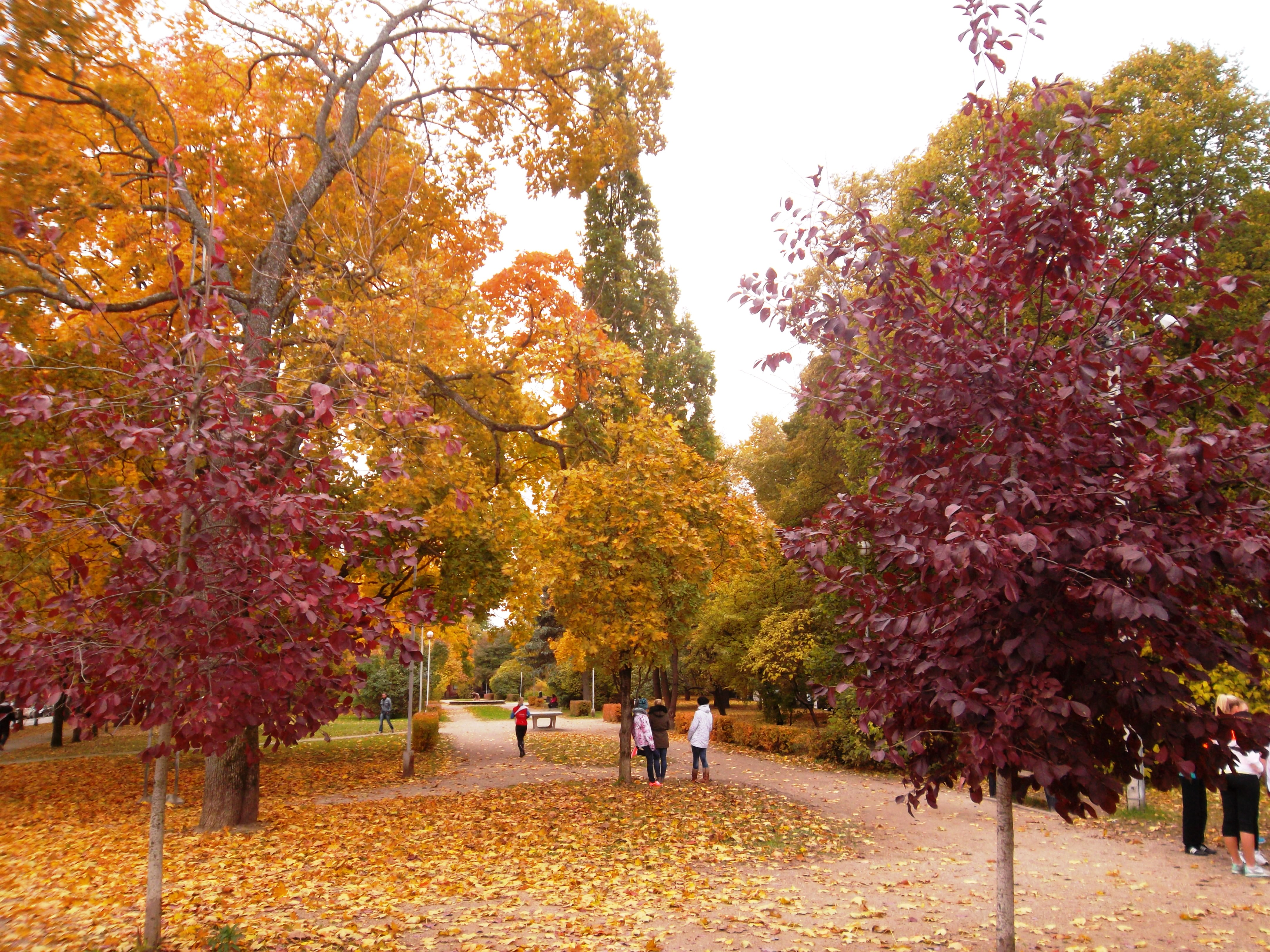
Parc de Vaksali.
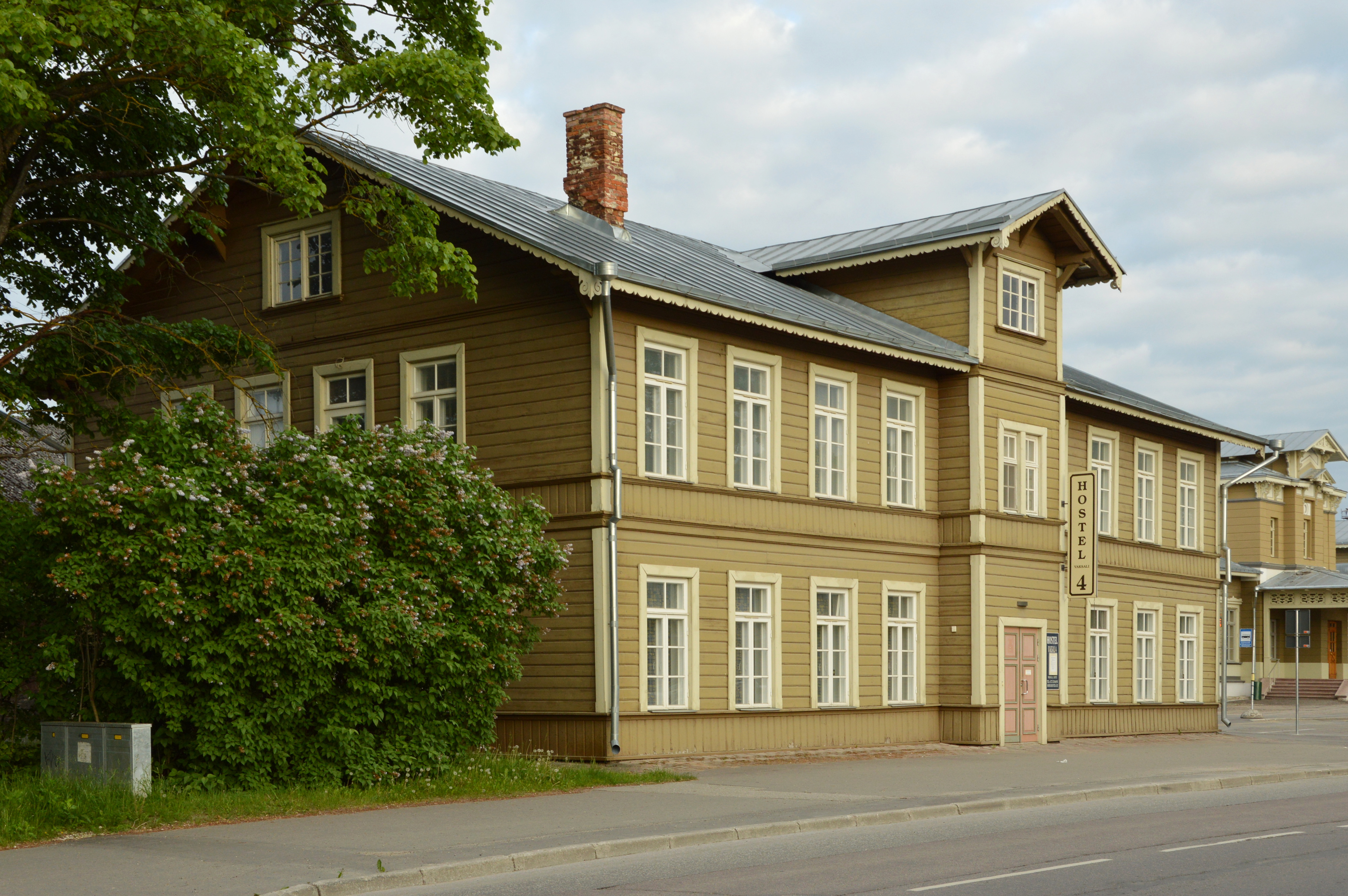
Vaksali 4.